# Zaïo
 (mai 2010).
Si vous disposez d'ouvrages ou d'articles de référence ou si vous connaissez des sites web de qualité traitant du thème abordé ici, merci de compléter l'article en donnant les références utiles à sa vérifiabilité et en les liant à la section « Notes et références ».
Zaïo ou en berbère Tayyu (en Tifinagh : ⵝⴰⵢⵢⵓ et en darija : زايو)  est une commune et ville, municipalité de la province de Nador située dans la région administrative de l'Oriental et la région géographique du Rif, plus précisément au Rif oriental, à mi-chemin entre les villes de Nador et Berkane, au Maroc.

## Géographie
Zaïo est situé au Nord-Est du Maroc, dans le Rif oriental, à 58 km de l'Algérie. Zaïo est situé sur la plaine fertile de Sebra.
Elle est au cœur d'une région comportant des sites naturels : la mer Méditerranée (25 km) avec ses multiples criques et plages, le cap des Trois Fourches, le cap Ras Kebdana (55 km), mais aussi la montagne avec les monts Kebdana (chebdan en berbère), monts Banu Yeznassen Tafoughalt, la vallée du Zegzel et la grotte du Chameau. Les paysages peuvent être tout aussi bien désertiques que très verdoyants comme dans l'embouchure du fleuve Moulouya : hérons, aigrettes, flamants.
Le climat dominant dans la région est de type méditerranéen semi-aride avec une pluviométrie moyenne annuelle faible et irrégulière (300 m). Les précipitations sont concentrées sur les mois de décembre, janvier et avril, tandis que les températures moyennes varient entre 5,2 °C et 18,7 °C l'hiver, et 18,5 °C et 31 °C l'été.

## Histoire
La ville de Zaïo est une petite ville communautaire avec très peu d'habitants, la plupart des habitants sont issus des tribus berbères de la branche zénète ; la tribu Ikebdanen (en darija : Kabdana et en Tifinagh : ⵉⴽⴱⴷⴰⵏⴰⵏ), des déplacés des campagnes et des tribus Béni-Snassen et Ouled Settout.
Les frontières entre les différentes tribus furent modifiées et des groupes furent inclus ou exclus d'une manière arbitraire pendant la période coloniale. Ce genre de modifications causa la perte des Oulad Shaïb et des Aït bu Ifrur de la tribu des Oulad Stout et l'acquisition des Iskajen de la tribu Ikebdanen et d'autres tribus.

## Population
ZaÏo, située au nord est du Maroc, contient plus de 37 000 habitants selon le recensement de 2014.
La moitié des habitants sont darijophones. L'autre moitié communique en berbère : le taux de utilisation du rifain s'élève à près de 42%, avec une minorité du parler chleuh qui s'élève à près de 2%.

## Économie
Les vastes plaines irriguées de Sebra 5660 ha desservies par les deux barrages Mohammed V et Mechraa Hammadi en amont sur le fleuve Moulouya, fournissent fruits et légumes indispensables : oranges, clémentines, olives, artichauts, etc. Zaïo est réputée pour sa sucrerie et la zone irriguée de Sabra, qui se trouve au sud-est, est riche en agrumes et oliviers. La zone à l'ouest de la ville a connu dans les années 2000 un essor industriel grâce à l'exploitation de l'argile et du gypse. De surcroît, de nombreuses briqueteries ont été créées.